# جیسون داف
الگو:توضیحات کوتاه الگو:استفاده از تاریخ های dmy الگو:استفاده از انگلیسی استرالیایی